# Kyle Hamilton
Kyle Hamilton, född den 26 februari 1978 i Victoria, British Columbia, är en kanadensisk roddare.
Han tog OS-guld i åtta med styrman i samband med de olympiska roddtävlingarna 2008 i Peking.